# Мара (фільм, 2017)
«Мара» (англ. Unforgettable) — кримінальна драма 2017 року про жінку, яка намагається зруйнувати життя нової нареченої колишнього чоловіка.

## Сюжет
Джулію Бенкс підозрюють у вбивстві свого колишнього коханого Майкла. Жінка все заперечує. За півроку до цих подій Джулія отримує можливість працювати дистанційно. Вона збирається переїхати до свого бойфренда Девіда та його доньки від першого шлюбу Лілі. Мати дівчинки, Тесса, не може оговтатись після розлучення, хоча вже пройшло кілька років, тому вона починає навмисно створювати ситуації, щоб підставити Джулію.
Джулії допомагає Алі, вони знаходять записи про спробу вбивства Тесси власного батька у підліткові роки. Тесса пише від імені суперниці Майклу, що прагне зустрічі з ним. Ця ситуація розчаровує Девіда, він іде забрати Лілі. В каміні будинку колишньої дружини він помічає обгорілі залишки предметів. Відбувається сутичка.
Через кілька місяців Джулія та Девід побралися та разом з Лілі переїхали в новий будинок.

## У ролях
| Актор              | Роль           |
| ------------------ | -------------- |
| Розаріо Доусон     | Джулія Бенкс   |
| Кетрін Гейгл       | Тесса Конновер |
| Джофф Стульц       | Девід Конновер |
| Шеріл Ледд         | Гелен          |
| Сара Бернс         | Сара           |
| Вітні Каммінгс     | Алі            |
| Саймон Кассіанідіс | Майкл Варгас   |
| Ізабелла Райс      | Лілі Конновер  |
| Роберт Віздом      | детектив Поуп  |

## Створення фільму

### Виробництво
Зйомки фільму почались 17 серпня 2015 року в Лос-Анжелесі.

### Знімальна група
- Кінорежисер — Деніз Ді Нові
- Сценарист — Крістіна Годсон
- Кінопродюсери — Елісон Грінспан, Деніз Ді Нові
- Композитор — Тобі Чу
- Кінооператор — Калеб Дешанель
- Кіномонтаж — Фредерік Торовал
- Художник-постановник — Нельсон Коатс
- Артдиректор — Кріс Ділео
- Художник-декоратор — Роберт Гоулд
- Художник-костюмер — Меріан Той
- Підбір акторів — Сюзі Фарріс[3]

## Сприйняття

### Критика
Фільм отримав негативні відгуки. На сайті Rotten Tomatoes оцінка стрічки становить 27 % на основі 109 відгуків від критиків (середня оцінка 4,0/10) і 34 % від глядачів із середньою оцінкою 2,8/5 (6 323 голоси). Фільму зарахований «гнилий помідор» від кінокритиків та «розсипаний попкорн» від глядачів, Internet Movie Database — 5,0/10 (10 238 голосів), Metacritic — 45/100 (27 відгуків критиків) і 3,3/10 (26 відгуків від глядачів).

### Номінації та нагороди
| Нагороди та номінації фільму «Мара» | Нагороди та номінації фільму «Мара» | Нагороди та номінації фільму «Мара» | Нагороди та номінації фільму «Мара» | Нагороди та номінації фільму «Мара» | Нагороди та номінації фільму «Мара» |
| Рік                                 | Кінофестиваль/кінопремія            | Категорія/нагорода                  | Номінант                            | Результат                           |                                     |
| ----------------------------------- | ----------------------------------- | ----------------------------------- | ----------------------------------- | ----------------------------------- | ----------------------------------- |
| 2018                                | Золота малина                       | Найгірша акторка                    | Кетрін Гейгл                        | Номінація                           |                                     |